# Mihai Palaghia
Mihai Palaghia este un general român
Generalul de brigadă dr. Mihai Palaghia a îndeplinit funcțiile de comandant al Armatei a II-a, cu comandamentul în Buzău (5 februarie 1999 - 15 ianuarie 2001).  A fost înaintat la gradul de general de divizie (cu două stele) la 1 decembrie 1999 .
În perioada 15 ianuarie 2001 - 19 septembrie 2006, îndeplinește funcția de comandant al Corpului 1 Armată Teritorial "General Ioan Culcer" din București (fosta Armată 1).
Printr-un decret semnat de presedintele Traian Basescu, la data de 8 august 2006 generalul maior cu doua stele Mihai Palaghia a fost avansat la gradul de general locotenent si trecut in rezerva cu noul grad, intrucat ajunsese la limita de varsta pentru gradul de general cu doua stele (conform Statutului Cadrelor Militare - Legea 80 / 1995).